# IMPデヒドロゲナーゼ
IMPデヒドロゲナーゼ(IMP dehydrogenase, IMPDH)は、イノシン一リン酸デヒドロゲナーゼ(inosine monophosphate dehydrogenase)やイノシン酸脱水素酵素(inosinate dehydrogenase)などとも呼ばれ、次の化学反応を触媒する酸化還元酵素である。
IMP + NAD+ + H2O {\displaystyle \rightleftharpoons } XMP + NADH + H+
組織名はIMP:NAD+ oxidoreductaseである。
IMPデヒドロゲナーゼの阻害薬としてミコフェノール酸モフェチルがあり、これは生体内でエステル部分が加水分解されてミコフェノール酸となる。ミコフェノール酸は、IMPデヒドロゲナーゼを可逆的に不競合阻害する。